# Луций Волузей Прокул
Луций Волузей Прокул (на латински: Lucius Voluseius Proculus) e политик на ранната Римска империя. През втората половина на 17 г. той е суфектконсул заедно с Гай Вибий Марс.